# Fermion
Trong vật lý hạt, fermion (tiếng Việt đọc là Phéc-mi-ôn hay Phéc-mi-ông) là các hạt có spin bán nguyên. Các hạt này đặt theo tên của Enrico Fermi. Trong Mô hình chuẩn, có hai kiểu fermion cơ bản: quark và lepton. Vì các số fermion thường được bảo toàn xấp xỉ nên đôi khi chúng còn được gọi là các cấu tạo của vật chất. Nói nôm na, fermion là các hạt vật chất và boson là các hạt truyền lực.
Vì có spin nửa nguyên, khi một fermion quay 360°, hàm sóng của fermion sẽ đổi dấu. Đó được gọi là dáng điệu hàm sóng phản đối xứng của fermion. Điều này dẫn đến các fermion tuân theo thống kê Fermi-Dirac, hệ quả của nó là nguyên lý loại trừ Pauli - không có hai fermion nào có thể cùng chiếm một trạng thái cơ lượng tử vào cùng một thời điểm.

## Các hạt Fermion

### Quark
- up quark
- down quark
- strange quark
- charm quark
- bottom quark
- top quark

### Lepton
- electron
- muon
- tauon
- neutrino (electron, muon, tauon)